# トバ子シリーズ
トバ子シリーズは、2001年10月から2003年7月までテレビ静岡で深夜に放送された一連のテレビ番組の総称である。一部ローカル局にも番組販売された。

## 概要
それぞれ「ことば」をテーマにしたバラエティ番組である。

### トバ子のカケラ
伊藤家に様々な業界からゲストが訪れ、業界用語のレクチャーをしたり、それにまつわるコントを繰り広げる。

### トバ子ろんぶす!
航空会社を舞台に、世界の様々な事を学ぶ。

### トバ子のおゆうぎ
雷様のような扮装をした4人がお姉さんの進行で言葉遊びをする子供番組形式のバラエティ。

## 出演者
- 山崎弘也（アンタッチャブル）
- 柴田英嗣（アンタッチャブル）
- 虻川美穂子（北陽）
- 伊藤さおり（北陽）